# Accident d'exposition au sang
Pour les articles homonymes, voir AES.
 (mars 2016).
Si vous disposez d'ouvrages ou d'articles de référence ou si vous connaissez des sites web de qualité traitant du thème abordé ici, merci de compléter l'article en donnant les références utiles à sa vérifiabilité et en les liant à la section « Notes et références ».
 (mars 2016).

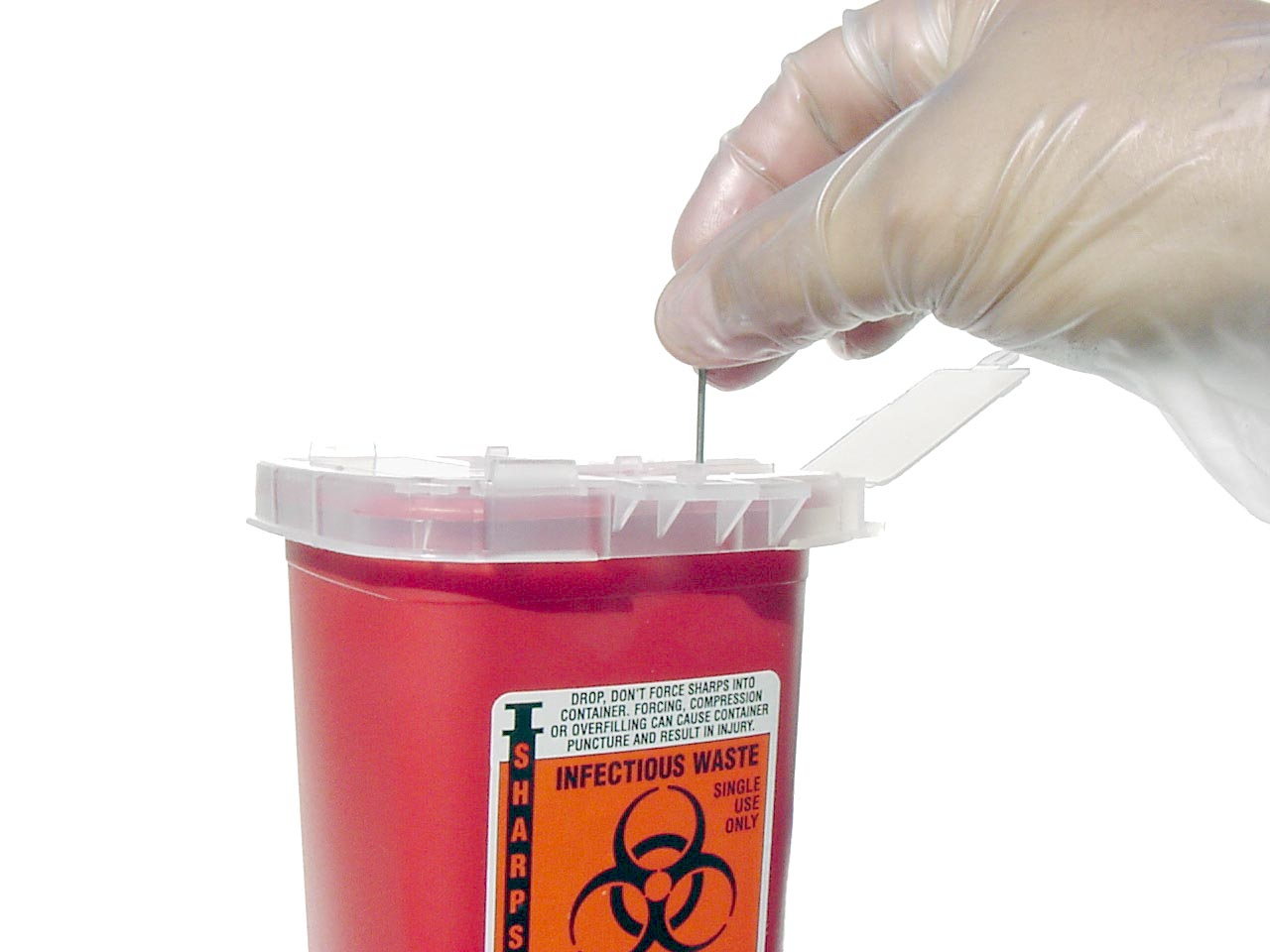
Les récipients à aiguilles usagées font partie des systèmes de protection des professionnels de santé aux accidents d'exposition au sang

Un accident d’exposition au sang (AES) est une exposition accidentelle avec du sang (ou un liquide biologique souillé au sang) lors :
- d'une effraction cutanée due à une piqûre avec une aiguille ou une coupure avec un objet tranchant ;
- d'un contact avec du sang ou du liquide contaminé sur une plaie, une peau non intacte ou une muqueuse, permettant la pénétration de l'agent infectieux.

Un AES peut survenir chez un soignant dans un cadre professionnel, un cadre professionnel hors champ du soin, ou hors cadre professionnel.
Lors d'un AES, on craint en particulier la contamination par le VIH. Des études sur des soignants ayant eu des AES avec du sang infecté par le VIH ont permis de retrouver un risque de transmission de 0,32 % [0,18 % - 0,46 %] après une exposition percutanée et n'ont identifié qu'un seul cas de séroconversion après projection sur les muqueuses ou sur la peau lésée[réf. nécessaire]. De plus aucune étude n'existe concernant les blessures accidentelles hors activité de soin, seuls deux cas de contamination ont été rapportés en France, l'une chez un éboueur et l'autre chez un collecteur de déchets.

## Définition
Un AES est défini comme toute blessure percutanée ou tout contact d'une muqueuse ou d'une peau lésée avec du sang ou tout autre tissu ou fluide biologique susceptible de contenir un agent pathogène quel qu'il soit (bactérie, virus, parasite, agent non conventionnel). En pratique, il est classique de distinguer deux situations épidémiologiques différentes :
- les AES dits professionnels qui touchent essentiellement le personnel de santé exposé lors de la réalisation de soins plus ou moins invasifs mettant en jeu différents liquides biologiques (sang en premier lieu, mais aussi urines, ascite, liquide cérébrospinal, liquide gastrique ou pleural…), mais aussi les personnels de nettoyage (piqûre avec du matériel injectable abandonné dans une poubelle) ou toute autre profession potentiellement exposante (rugbymen, boxeurs, forces de police…) ;
- les AES dits non professionnels qui concernent avant tout les rapports à risque non protégés mais aussi les échanges de matériel injectable chez les usagers de drogue intraveineuse.